# Kanton Sarrebourg
Kanton Sarrebourg (fr. Canton de Sarrebourg) je francouzský kanton v departementu Moselle v regionu Grand Est. Tvoří ho 46 obcí. Před reformou kantonů 2014 ho tvořilo 23 obcí.

## Obce kantonu
od roku 2015:
| - Assenoncourt - Avricourt - Azoudange - Bébing - Belles-Forêts - Berthelming - Bettborn - Bickenholtz - Buhl-Lorraine - Desseling - Diane-Capelle - Dolving - Fénétrange - Fleisheim - Foulcrey - Fribourg - Gondrexange - Gosselming - Guermange - Haut-Clocher - Hellering-lès-Fénétrange - Hertzing - Hilbesheim | - Hommarting - Ibigny - Imling - Kerprich-aux-Bois - Langatte - Languimberg - Mittersheim - Moussey - Niederstinzel - Oberstinzel - Postroff - Réchicourt-le-Château - Réding - Rhodes - Richeval - Romelfing - Saint-Georges - Saint-Jean-de-Bassel - Sarraltroff - Sarrebourg - Schalbach - Veckersviller - Vieux-Lixheim |

před rokem 2015:
- Barchain
- Bébing
- Brouderdorff
- Buhl-Lorraine
- Diane-Capelle
- Harreberg
- Hartzviller
- Haut-Clocher
- Hesse
- Hommarting
- Hommert
- Imling
- Kerprich-aux-Bois
- Langatte
- Niderviller
- Plaine-de-Walsch
- Réding
- Rhodes
- Sarrebourg
- Schneckenbusch
- Troisfontaines
- Walscheid
- Xouaxange